# Hoffenheim
Hoffenheim je vesnice v Německu, ve spolkové zemi Bádensko-Württembersko. Od roku 1972 administrativně náleží k městu Sinsheim.
Známá se stala tím, že zde vznikl nyní bundesligový tým TSG 1899 Hoffenheim, který však již své zápasy hraje na nově postaveném stadionu Rhein-Neckar-Arena v Sinsheimu.